# Bailiff Bridge
Bailiff Bridge est un village dans le district métropolitain de Calderdale, dans le Yorkshire de l'Ouest, en Angleterre.